# Rafael Santos Borré
Rafael Santos Borré Maury (Barranquilla, 15 settembre 1995) è un calciatore colombiano, attaccante dell'Internacional e della nazionale colombiana.

## Caratteristiche tecniche
Soprannominato La Máquina, gioca prevalentemente come prima punta, anche se può essere impiegato su tutto il fronte offensivo. Dotato di buona tecnica, potenza, velocità e dribbling, risulta abile sia come marcatore che come assist-man.

## Carriera

### Club
Il 24 luglio 2015 segna la sua prima tripletta con il Deportivo Cali in Ligua Aguila contro l'Universidad Autónoma.
Il 28 agosto 2015 firma un contratto di sei anni con l'Atlético Madrid, ma viene lasciato in prestito per un altro anno al Deportivo Cali.
Il 13 agosto 2016 viene ceduto in prestito al Villarreal. Il 23 febbraio 2017 va a segno nel successo per 0-1 contro la Roma in Europa League, che però non basta a qualificare gli iberici agli ottavi in virtù della sconfitta per 0-4 dell'andata. In stagione non trova molto spazio disputando 30 partite e segnando 4 gol con il sottomarino giallo.
L'8 agosto 2017 viene acquistato dal River Plate. In quattro anni mette insieme in tutto 149 presenze e 56 gol tra campionato, coppe nazionali e internazionali.
Il 5 luglio 2021 firma per l'Eintracht Francoforte, con cui firma un quadriennale. Il 18 maggio 2022 vince la UEFA Europa League contro i Rangers segnando la rete dell'1-1 e il tiro di rigore decisivo.

### Nazionale
Santos Borré è stato convocato dalla Nazionale colombiana Under-20 per partecipare al Campionato sudamericano di calcio Under-20 2015 tenutosi in Uruguay, contribuendo alla qualificazione al Campionato mondiale di calcio Under-20 2015 in Nuova Zelanda segnando due gol. Nel mondiale di categoria realizza una rete durante la fase a gironi.
Nel marzo 2015 viene convocato per la prima volta in assoluto, dalla nazionale colombiana dal CT. Pekerman, per le gare amichevoli contro il Bahrein e Kuwait, dove nelle quali però rimane in panchina senza mai giocare. Esordisce con la Colombia il 7 settembre 2019 in amichevole contro il Brasile, subentrando al minuto 83 a Duván Zapata.
Il 5 giugno 2022 trova il suo primo gol in nazionale, nell'amichevole vinta per 2-1 ai danni dell'Arabia Saudita.

## Statistiche

### Presenze e reti nei club
Statistiche aggiornate al 8 dicembre 2024.
| Stagione                     | Squadra                      | Campionato                   | Campionato | Campionato | Coppe nazionali | Coppe nazionali | Coppe nazionali | Coppe continentali | Coppe continentali | Coppe continentali | Altre coppe | Altre coppe | Altre coppe | Totale | Totale |
| Stagione                     | Squadra                      | Comp                         | Pres       | Reti       | Comp            | Pres            | Reti            | Comp               | Pres               | Reti               | Comp        | Pres        | Reti        | Pres   | Reti   |
| ---------------------------- | ---------------------------- | ---------------------------- | ---------- | ---------- | --------------- | --------------- | --------------- | ------------------ | ------------------ | ------------------ | ----------- | ----------- | ----------- | ------ | ------ |
| 2013                         | Deportivo Cali               | PD                           | 2          | 0          | -               | -               | -               | -                  | -                  | -                  | -           | -           | -           | 2      | 0      |
| 2014                         | Deportivo Cali               | PD                           | 7          | 3          | CC              | 6               | 1               | -                  | -                  | -                  | -           | -           | -           | 13     | 4      |
| 2015                         | Deportivo Cali               | PD                           | 26         | 11         | CC              | 5               | 5               | -                  | -                  | -                  | -           | -           | -           | 31     | 16     |
| 2016                         | Deportivo Cali               | PD                           | 11         | 6          | CC              | 2               | 0               | CL                 | 3                  | 0                  | -           | -           | -           | 16     | 6      |
| Totale Deportivo Cali        | Totale Deportivo Cali        | Totale Deportivo Cali        | 46         | 20         |                 | 13              | 6               |                    | 3                  | 0                  |             | -           | -           | 62     | 26     |
| 2016-2017                    | Villareal                    | PD                           | 17         | 2          | CR              | 4               | 0               | UCL+UEL            | 2+7                | 0+2                | -           | -           | -           | 30     | 4      |
| 2017-2018                    | River Plate                  | PD                           | 23         | 6          | CA              | 5               | 2               | CL                 | 10                 | 3                  |             |             |             | 38     | 11     |
| 2018-2019                    | River Plate                  | PD                           | 19         | 4          | CA              | 6               | 2               | CL                 | 11                 | 3                  | Cmc         | 2           | 3           | 38     | 12     |
| 2019-2020                    | River Plate                  | PD                           | 20         | 12         | CA+CdL          | 2+8             | 0+2             | CL                 | 11                 | 7                  | -           | -           | -           | 41     | 21     |
| 2021                         | River Plate                  | PD                           | 0          | 0          | CdL             | 11              | 8               | CL                 | 4                  | 0                  | -           | -           | -           | 15     | 8      |
| Totale River Plate           | Totale River Plate           | Totale River Plate           | 62         | 22         |                 | 32              | 14              |                    | 36                 | 15                 |             | 2           | 3           | 132    | 54     |
| 2021-2022                    | Eintracht Francoforte        | BL                           | 31         | 8          | CG              | 1               | 0               | UEL                | 13                 | 4                  | -           | -           | -           | 45     | 12     |
| 2022-2023                    | Eintracht Francoforte        | BL                           | 32         | 2          | CG              | 6               | 1               | UCL                | 8                  | 0                  | SU          | 1           | 0           | 47     | 3      |
| Totale Eintracht Francoforte | Totale Eintracht Francoforte | Totale Eintracht Francoforte | 63         | 10         |                 | 7               | 1               |                    | 21                 | 4                  |             | 1           | 0           | 92     | 15     |
| 2023-mar. 2024               | Werder Brema                 | BL                           | 19         | 4          | CG              | 0               | 0               | -                  | -                  | -                  | -           | -           | -           | 19     | 4      |
| 2024                         | Internacional                | A                            | 23         | 9          | CB              | 1               | 0               | CL                 | 5                  | 2                  | -           | -           | -           | 29     | 11     |
| 2025                         | Internacional                | PD/RS+A                      | 9+14       | 2+3        | CB              | 2               | 0               | CL                 | 4                  | 1                  | -           | -           | -           | 29     | 6      |
| Totale Internacional         | Totale Internacional         | Totale Internacional         | 9+37       | 2+12       |                 | 3               | 0               |                    | 9                  | 3                  |             | -           | -           | 58     | 17     |
| Totale carriera              | Totale carriera              | Totale carriera              | 253        | 72         |                 | 59              | 21              |                    | 69                 | 24                 |             | 3           | 3           | 384    | 120    |

### Cronologia presenze e reti in nazionale
| Cronologia completa delle presenze e delle reti in nazionale ― Colombia | Cronologia completa delle presenze e delle reti in nazionale ― Colombia | Cronologia completa delle presenze e delle reti in nazionale ― Colombia | Cronologia completa delle presenze e delle reti in nazionale ― Colombia | Cronologia completa delle presenze e delle reti in nazionale ― Colombia | Cronologia completa delle presenze e delle reti in nazionale ― Colombia | Cronologia completa delle presenze e delle reti in nazionale ― Colombia | Cronologia completa delle presenze e delle reti in nazionale ― Colombia |
| Data                                                                    | Città                                                                   | In casa                                                                 | Risultato                                                               | Ospiti                                                                  | Competizione                                                            | Reti                                                                    | Note                                                                    |
| ----------------------------------------------------------------------- | ----------------------------------------------------------------------- | ----------------------------------------------------------------------- | ----------------------------------------------------------------------- | ----------------------------------------------------------------------- | ----------------------------------------------------------------------- | ----------------------------------------------------------------------- | ----------------------------------------------------------------------- |
| 7-9-2019                                                                | Miami Gardens                                                           | Brasile                                                                 | 2 – 2                                                                   | Colombia                                                                | Amichevole                                                              | -                                                                       | 83’                                                                     |
| 10-9-2019                                                               | Tampa                                                                   | Colombia                                                                | 0 – 0                                                                   | Venezuela                                                               | Amichevole                                                              | -                                                                       | 71’                                                                     |
| 4-6-2019                                                                | Lima                                                                    | Perù                                                                    | 0 – 3                                                                   | Colombia                                                                | Qual. Mondiali 2022                                                     | -                                                                       |                                                                         |
| 13-6-2021                                                               | Cuiabá                                                                  | Colombia                                                                | 1 – 0                                                                   | Ecuador                                                                 | Coppa America 2021 - 1º turno                                           | -                                                                       | 90’                                                                     |
| 23-6-2021                                                               | Rio de Janeiro                                                          | Brasile                                                                 | 2 – 1                                                                   | Colombia                                                                | Coppa America 2021 - 1º turno                                           | -                                                                       | 87’                                                                     |
| 3-7-2021                                                                | Brasilia                                                                | Uruguay                                                                 | 0 – 0 dts (2 – 4 dtr)                                                   | Colombia                                                                | Coppa America 2021 - Quarti di finale                                   | -                                                                       | 87’                                                                     |
| 6-7-2021                                                                | Brasilia                                                                | Argentina                                                               | 1 – 1 dts (3 – 2 dtr)                                                   | Colombia                                                                | Coppa America 2021 - Semifinale                                         | -                                                                       |                                                                         |
| 9-7-2021                                                                | Brasilia                                                                | Colombia                                                                | 3 – 2                                                                   | Perù                                                                    | Coppa America 2021 - Finale 3º posto                                    | -                                                                       | 83’                                                                     |
| 5-9-2021                                                                | Asunción                                                                | Paraguay                                                                | 1 – 1                                                                   | Colombia                                                                | Qual. Mondiali 2022                                                     | -                                                                       |                                                                         |
| 9-9-2021                                                                | Barranquilla                                                            | Colombia                                                                | 3 – 1                                                                   | Cile                                                                    | Qual. Mondiali 2022                                                     | -                                                                       |                                                                         |
| 10-10-2021                                                              | Barranquilla                                                            | Colombia                                                                | 0 – 0                                                                   | Brasile                                                                 | Qual. Mondiali 2022                                                     | -                                                                       | 53’                                                                     |
| 14-10-2021                                                              | Barranquilla                                                            | Colombia                                                                | 0 – 0                                                                   | Ecuador                                                                 | Qual. Mondiali 2022                                                     | -                                                                       | 59’                                                                     |
| 16-11-2021                                                              | Barranquilla                                                            | Colombia                                                                | 0 – 0                                                                   | Paraguay                                                                | Qual. Mondiali 2022                                                     | -                                                                       | 80’                                                                     |
| 28-1-2022                                                               | Barranquilla                                                            | Colombia                                                                | 0 – 1                                                                   | Perù                                                                    | Qual. Mondiali 2022                                                     | -                                                                       | 66’                                                                     |
| 29-3-2022                                                               | Ciudad Guayana                                                          | Venezuela                                                               | 0 – 1                                                                   | Colombia                                                                | Qual. Mondiali 2022                                                     | -                                                                       | 76’                                                                     |
| 5-6-2022                                                                | Murcia                                                                  | Arabia Saudita                                                          | 0 – 1                                                                   | Colombia                                                                | Amichevole                                                              | 1                                                                       |                                                                         |
| 24-9-2022                                                               | Harrison                                                                | Colombia                                                                | 4 – 1                                                                   | Guatemala                                                               | Amichevole                                                              | 1                                                                       | 64’                                                                     |
| 27-9-2022                                                               | Santa Clara                                                             | Messico                                                                 | 2 – 3                                                                   | Colombia                                                                | Amichevole                                                              | -                                                                       | 46’                                                                     |
| 19-11-2022                                                              | Fort Lauderdale                                                         | Colombia                                                                | 2 – 0                                                                   | Paraguay                                                                | Amichevole                                                              | -                                                                       | 75’                                                                     |
| 24-3-2023                                                               | Ulsan                                                                   | Corea del Sud                                                           | 2 – 2                                                                   | Colombia                                                                | Amichevole                                                              | -                                                                       | 70’                                                                     |
| 28-3-2023                                                               | Ōsaka                                                                   | Giappone                                                                | 1 – 2                                                                   | Colombia                                                                | Amichevole                                                              | 1                                                                       | 73’                                                                     |
| 16-6-2023                                                               | Valencia                                                                | Colombia                                                                | 1 – 0                                                                   | Iraq                                                                    | Amichevole                                                              | -                                                                       | 74’                                                                     |
| 20-6-2023                                                               | Gelsenkirchen                                                           | Germania                                                                | 0 – 2                                                                   | Colombia                                                                | Amichevole                                                              | -                                                                       | 77’                                                                     |
| 7-9-2023                                                                | Barranquilla                                                            | Colombia                                                                | 1 – 0                                                                   | Venezuela                                                               | Qual. Mondiali 2026                                                     | 1                                                                       | 75’                                                                     |
| 12-9-2023                                                               | Santiago del Cile                                                       | Cile                                                                    | 0 – 0                                                                   | Colombia                                                                | Qual. Mondiali 2026                                                     | -                                                                       | 58’                                                                     |
| 12-10-2023                                                              | Barranquilla                                                            | Colombia                                                                | 2 – 2                                                                   | Uruguay                                                                 | Qual. Mondiali 2026                                                     | -                                                                       | 80’                                                                     |
| 17-10-2023                                                              | Quito                                                                   | Ecuador                                                                 | 0 – 0                                                                   | Colombia                                                                | Qual. Mondiali 2026                                                     | -                                                                       | 75’                                                                     |
| 16-11-2023                                                              | Barranquilla                                                            | Colombia                                                                | 2 – 1                                                                   | Brasile                                                                 | Qual. Mondiali 2026                                                     | -                                                                       | 68’                                                                     |
| 21-11-2023                                                              | Asunción                                                                | Paraguay                                                                | 0 – 1                                                                   | Colombia                                                                | Qual. Mondiali 2026                                                     | 1                                                                       | 74’                                                                     |
| 22-3-2024                                                               | Londra                                                                  | Spagna                                                                  | 0 – 1                                                                   | Colombia                                                                | Amichevole                                                              | -                                                                       | 76’                                                                     |
| 26-3-2024                                                               | Madrid                                                                  | Colombia                                                                | 3 – 2                                                                   | Romania                                                                 | Amichevole                                                              | -                                                                       | 67’                                                                     |
| 8-6-2024                                                                | Landover                                                                | Stati Uniti                                                             | 1 – 5                                                                   | Colombia                                                                | Amichevole                                                              | 1                                                                       | 62’                                                                     |
| 24-6-2024                                                               | Houston                                                                 | Colombia                                                                | 2 – 1                                                                   | Paraguay                                                                | Coppa America 2024 - 1º turno                                           | -                                                                       | 68’                                                                     |
| 28-6-2024                                                               | Glendale                                                                | Colombia                                                                | 3 – 0                                                                   | Costa Rica                                                              | Coppa America 2024 - 1º turno                                           | -                                                                       | 77’                                                                     |
| 2-7-2024                                                                | Santa Clara                                                             | Brasile                                                                 | 1 – 1                                                                   | Colombia                                                                | Coppa America 2024 - 1º turno                                           | -                                                                       | 76’                                                                     |
| 14-7-2024                                                               | Miami Gardens                                                           | Argentina                                                               | 1 – 0 dts                                                               | Colombia                                                                | Coppa America 2024 - Finale                                             | -                                                                       | 89’                                                                     |
| 15-11-2024                                                              | Montevideo                                                              | Uruguay                                                                 | 3 – 2                                                                   | Colombia                                                                | Qual. Mondiali 2026                                                     | -                                                                       | 72’                                                                     |
| 19-11-2024                                                              | Barranquilla                                                            | Colombia                                                                | 0 – 1                                                                   | Ecuador                                                                 | Qual. Mondiali 2026                                                     | -                                                                       | 86’                                                                     |
| 20-3-2025                                                               | Brasilia                                                                | Brasile                                                                 | 2 – 1                                                                   | Colombia                                                                | Qual. Mondiali 2026                                                     | -                                                                       | 87’                                                                     |
| Totale                                                                  |                                                                         | Presenze                                                                | 40                                                                      |                                                                         | Reti                                                                    | 6                                                                       |                                                                         |

## Palmarès

### Club

#### Competizioni statali
- Campionato Gaúcho: 1

Internacional: 2025

#### Competizioni nazionali
- Supercopa Argentina: 2

River Plate: 2017, 2019
- Copa Argentina: 1

River Plate: 2018-2019

#### Competizioni internazionali
- Coppa Libertadores: 1

River Plate: 2018
- Recopa Sudamericana: 1

River Plate: 2019
- UEFA Europa League: 1

Eintracht Francoforte: 2021-2022

### Individuale
- Capocannoniere della Coppa del mondo per club FIFA: 1

2018 (3 gol, a pari merito con Gareth Bale)
- Pallone di bronzo Coppa del mondo per club FIFA: 1

2018
- Capocannoniere del campionato argentino: 1

2019-2020 (12 gol, a pari merito con Silvio Romero)
- Squadra della stagione della UEFA Europa League: 1

2021-2022